# Erich Metze
Erich Metze, född 7 maj 1909 i Dortmund, död 28 maj 1952 i Erfurt, var en tysk professionell tävlingscyklist. 
Metze vann i landsvägscykling Tyskland runt 1931, i stayeråkning världsmästerskapen 1934 och 1938 samt blev tvåa 1935 och trea 1933.